# بیل داجین جونیور
بیل داجین جونیور (انگلیسی: Bill Dodgin Jr.; ۴ نوامبر ۱۹۳۱ – ژوئن ۲۰۰۰ (aged 68)) بازیکن فوتبال اهل بریتانیا بود.
از باشگاه‌هایی که در آن بازی کرده‌است می‌توان به باشگاه فوتبال ساوت‌همپتون، باشگاه فوتبال آرسنال، باشگاه فوتبال فولام، و باشگاه فوتبال فولام، و تیم ملی فوتبال زیر ۲۱ سال انگلستان اشاره کرد.
وی همچنین در تیم ملی فوتبال England U23 بازی کرده‌است.